# Sari (articol de îmbrăcăminte)

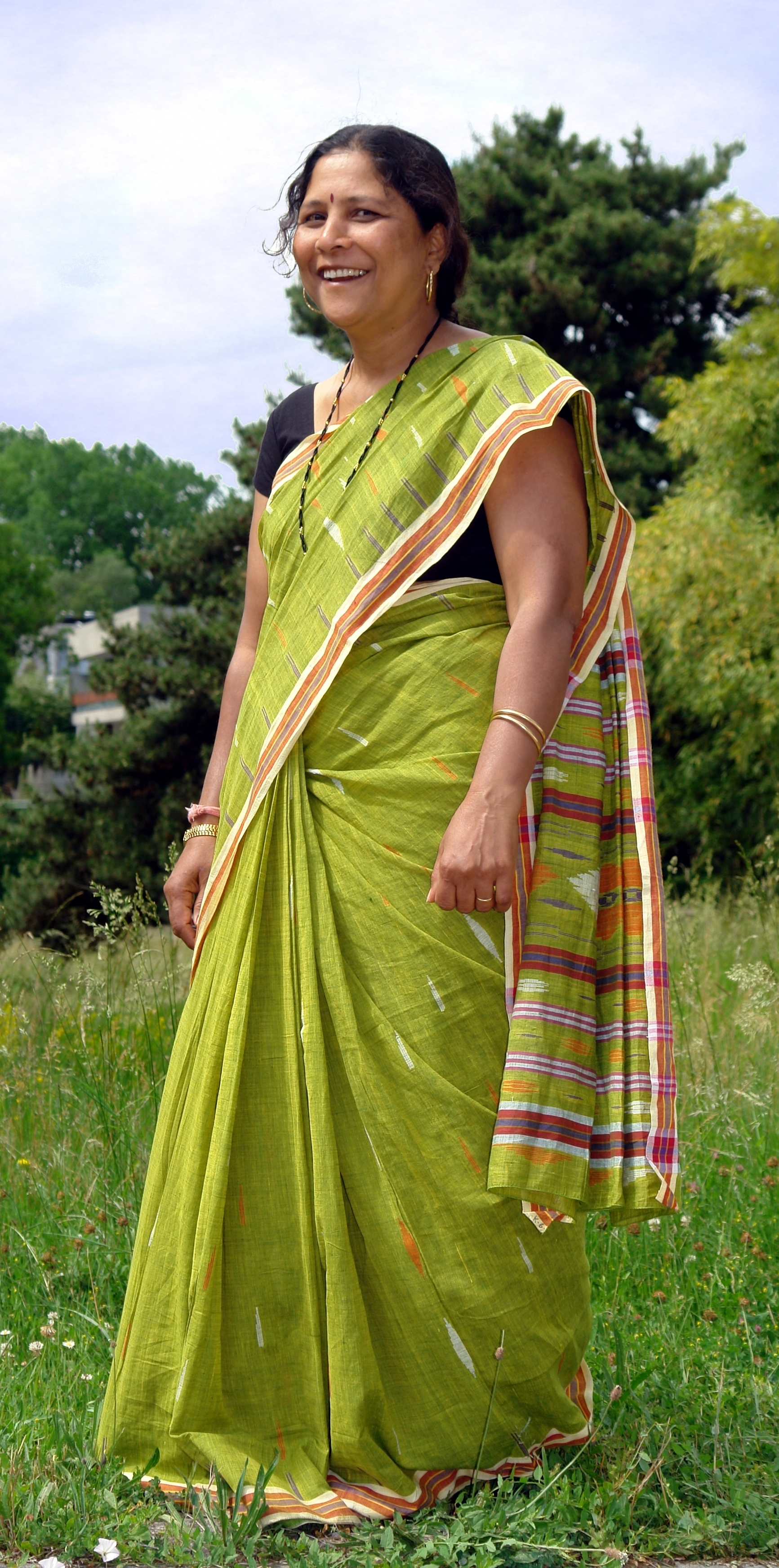
Femeie în sari

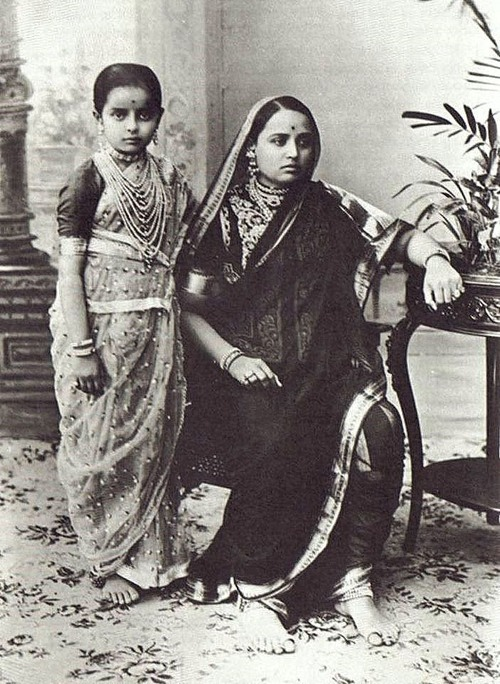
Femeie şi copil îmbrăcaţi cu sari

Sari (Hindi, f., साड़ी, sāṛī, engleză și saree) este o îmbrăcăminte indiană pentru femei. Sariul este un exemplu pentru o îmbrăcăminte tradițională (costum popular), care în India, Sri Lanka, Bangladesh, Nepal și, de asemenea, în unele zone din Pakistan, este încă foarte des purtat în viața de zi cu zi. În Pakistan, sariul este purtat în principal pentru ocazii speciale, cum ar fi nunți, sau alte sărbători, care sunt comune în India, Sri Lanka, Bangladesh și Nepal.

## Descriere
Sariul este compus din cinci până la șase metri (în cazuri extreme până la nouă metri) de pânză lungă necusută, dreptunghiulară, având, de multe ori, la un capăt o bordură lată accesorizată de o culoare diferită. Acest material poate fi în general împărțit în trei zone, Paluv (dar și Pallu), piesa pe umăr, care este cea mai decorativă, a doua parte este corpul sariului, pus în aplicare atât în mod simplu cât și cu foarte bogat decor, iar a treia este banda finală. Sub sariu se poartă o jupă lungă. Pe partea superioară a corpului, se poartă de obicei o bluză fixă scurtă, numită Choli (f., चोली, colī), care se încheie în față cu nasturi.
În mod tradițional, sariul este confecționat din bumbac, deoarece această țesătură este relativ ieftină și ușor de realizat. De asemenea, sariul este fabricat din mătase, a cărui confecționare este mult mai complicată și mai scumpă. Prin costul ridicat al materialelor, sariul din mătase este purtat în principal de femei din clasa de mijloc și clasa superioară, în timp ce pentru clasa de jos, aceasta este doar pentru ocazii speciale, cum ar fi nunți și alte sărbători. Sari este adesea azi confecționat prin producția de serie dintr-un amestec de material sintetic de poliester și bumbac sau mătase.
Există multe variante de a purta un sari. le diferă de la cultură la cultură, astfel încât originea purtătoarei să se poată recunoaște. În Gujarat, de exemplu, sfârșitul sariului nu se prinde în spate, ci în față. Există, de asemenea, modele care pot fi modificate în timp.
De obicei femeile căsătorite poartă sariuri, fetele necăsătorite poartă un costum numit Salwar Kameez. 
Culorile și modelele acestuia sunt variate de la o regiune la alta. Sariurile, culorile și modelele acestora reflectă personalitatea fiecărei femei. Unele culori ale sariurilor au unele semnificații: Albul are semnificație diferită în regiunile Indiei: de doliu sau o culoare oarecare. Roșul este purtat la nuntă și se spune că aduce noroc în căsnicie. Galbenul este purtat de femeile care au nou-născuți timp de 7 zile. Negrul este evitat deoarece se crede că aduce ghinion.

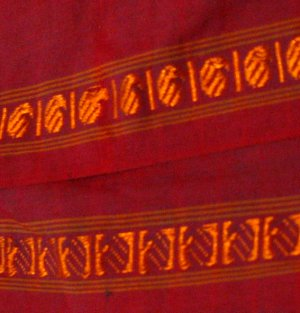
Mango-Borte
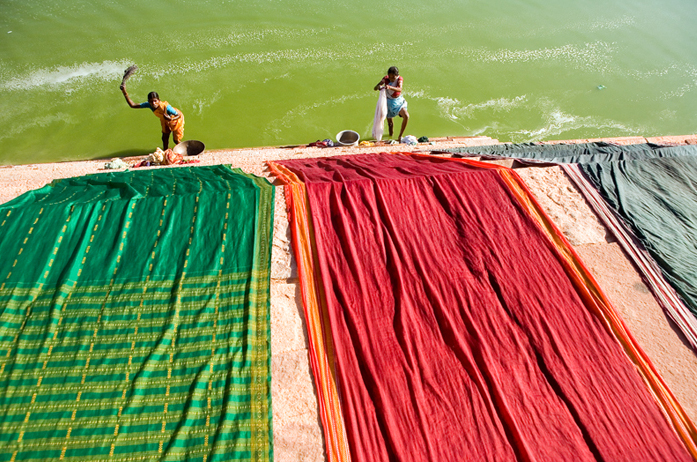
Metodă de spălare
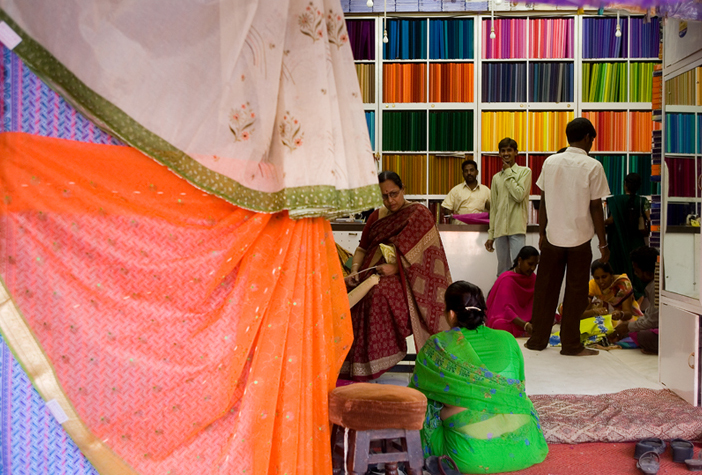
Magazin